# Stanislav Alexandrovič Korotkij
| 305287 Olegyankov | 6 gennaio 2008 |
| 315493 Zimin      | 6 gennaio 2008 |

Stanislav Alexandrovič Korotkij (in russo Станислав Александрович Короткий?; Mosca, 3 giugno 1983) è un astronomo amatoriale russo.
Il Minor Planet Center gli accredita le scoperte di due asteroidi, effettuate entrambe il 6 gennaio 2008 in collaborazione con Timur Valer'evič Krjačko.
Il 27 luglio 2020 ha coscoperto con Kirill Sokolovsky una nova in Cassiopeia , V1391 Cassiopeiae. 
Gli è stato dedicato l'asteroide 231649 Korotkiy.